# Albert Castelyns
Albert Castelyns   (Borgerhout, 2 de maig de 1917 - 17 de juny de 1974), a vegades escrit Albert Casteleyns, va ser un waterpolista i corredor de bobsleigh belga que va competir entre les dècades 1930 i 1950.
El 1936 va prendre part en els Jocs Olímpics de Berlín, on va guanyar la medalla de bronze en la competició de waterpolo. El 1934 guanyà la medalla de bronze al Campionat d'Europa. A nivell nacional competí amb el Club Nautique de Bruxelles, amb qui guanyà la lliga belga de waterpolo entre 1934 i 1949.
En deixar el waterpolo es dedicà al bobsleigh, esport en el qual disputà dues edicions dels Jocs Olímpics d'Hivern. El 1952, a Oslo, fou sisè en la prova de bobs a dos i el 1956, a Cortina d'Ampezzo, fou tretzè en la mateixa prova.